# Construccions de pedra seca al puig de la Font Pasquala
Les Construccions de pedra seca al puig de la Font Pasquala és un conjunt de diverses parets, murs i barraques de pedra seca del municipi de Gualta (Baix Empordà) protegides com a bé cultural d'interès local.

## Descripció

### M-001 Paret de límit de finca
Mides: 73 m x 1 m x 1,25 m
Mur de pedra seca, orientat est-oest, sense disposició especial de les pedres que el conformen. Amb una amplada d'un metre i alçada màxima conservada d'1,25 m, servia de mur delimitador de finques. Els elements B-001 i B-002 s'hi adossen. En alguns trams està esllavissat.

### M-002 Paret de límit de finca
Mides: 50,20m x 1,20m x 2,00 m
Mur de pedra seca, orientat nord-sud, sense una disposició especial de les pedres que el conformen. Servia de mur delimitador de finques i alhora de contenció de les terres.

### M-003 Paret de feixa
Mides: 72,20 m x 1,00m x 1,20 m
Mur de pedra seca, orientat est-oest, sense una disposició especial de les pedres que el conformen. Servia de mur delimitador de finques.

### M-004 Paret de feixa
Mides: 49,60 m x 0,60m x 0,65m
Mur de pedra seca, orientat nord-sud, sense una disposició especial de les pedres que el conformen. El seu ús era per aterrassar i contenir les terres i permetre mantenir un espai planer per tal de facilitar-ne el conreu. Presenta un pas, d'uns 2,50 m, que el divideix en dos trams.

### M-005 Paret de feixa
Mides: 16m x 0,40m x 0,60m
Mur de pedra seca, orientat nord-sud, sense una disposició especial de les pedres que el conformen. El seu ús era per aterrassar i contenir les terres i permetre mantenir un espai planer per tal de facilitar-ne el conreu.

### M-006 Paret de feixa
Mides: 21m x 0,40m x 0,80m
Mur de pedra seca, orientat nord-sud, sense una disposició especial de les pedres que el conformen. El seu ús era per aterrassar i contenir les terres i permetre mantenir un espai planer per tal de facilitar-ne el conreu.

### M-007 Paret de límit de finca
Mides: 124m x 1,50m x 3,00 m
Mur de pedra seca, orientat est-oest, sense una disposició especial de les pedres que el conformen. Servia de mur delimitador de finques. S'hi adossa l'element B-007, que se situa al límit est del mur. Algun dels trams del mur està esllavissat i molt tancat per la vegetació existent.

### M-008 Paret de límit de finca
Mides: 92,10m x 1,50m x 3,00 m
Mur de pedra seca, orientat nord-sud, sense una disposició especial de les pedres que el conformen. Servia de mur delimitador de finques. Per amplada i alçada és un dels murs més imponents del conjunt construït en pedra seca al Puig de la Font Pasquala.

### M-009 Paret de límit de finca
Mides: 96,10m x 1,50m x 1,00 m
Mur de pedra seca, orientat est-oest, sense una disposició especial de les pedres que el conformen. Servia de mur delimitador de finques. L'estat actual de la vegetació impedeix una correcta visualització del traçat i el parament d'aquest mur.

### M-010 Paret de límit de finca
Mides: 118,60m x 1,00m x
Mur de pedra seca, orientat nord-sud, sense una disposició especial de les pedres que el conformen. Aquest mur ressegueix la corba natural de la muntanya i conté les terres que conformen l'actual camí. La finca està tallada pel camí que dona accés a la muntanya.

### M-011 Paret de feixa
Mides: 74,7m x 0,80m x 0,80m
Mur de pedra seca, orientat est-oest, sense una disposició especial de les pedres que el conformen. El seu ús era per aterrassar i contenir les terres i permetre mantenir un espai planer per tal de facilitar-ne el conreu. Aquest mur s'adossa a l'element M-008.

### M-012 Paret de feixa
Mides: 99,6m x 1,00m x
Mur de pedra seca, orientat nord-sud, sense una disposició especial de les pedres que el conformen. El seu ús era per aterrassar i contenir les terres i permetre mantenir un espai planer per tal de facilitar-ne el conreu. El mur segueix la corba natural de la muntanya i conforma una terrassa en la que se situa el camí que dona accés a la muntanya. L'estat de la vegetació n'impedeix la correcta observació.

### M-013 Paret de feixa
Mides: 7,6m x 1,00m x 0,80
Mur de pedra seca, orientat nord-sud, sense una disposició especial de les pedres que el conformen. El seu ús era per aterrassar i contenir les terres i permetre mantenir un espai planer per tal de facilitar-ne el conreu. Conforma una terrassa en la que se situa el camí que dona accés a la muntanya.

### M-014 Paret de límit de finca
Mides: 20,60m x 0,70m x 1,50m
Mur de pedra seca, orientat est-oest, sense una disposició especial de les pedres que el conformen. Mur de tanca de la finca.

### M-015 Paret de límit de finca
Mides: 78,90m x 0,55m x 1,15m
Mur de pedra seca, orientat nord-sud, sense una disposició especial de les pedres que el conformen. Mur de tanca de la finca que té un canal de desguàs arran de terra.

### M-016 Paret de límit de finca
Mides: 15,40m x 0,60m x 1,00m
Mur de pedra seca, orientat est-oest, sense una disposició especial de les pedres que el conformen. Mur que tanca la finca.

### M-017 Paret de feixa
Mides: 44,60m x 1,10m
Mur de pedra seca, orientat nord-sud, sense una disposició especial de les pedres que el conformen. El seu ús era per aterrassar i contenir les terres i permetre mantenir un espai planer per tal de facilitar-ne el conreu. El mur discorre paral·lel al camí adaptant-se a la forma natural de la muntanya.

### B-001 Barraca de pedra seca
Mides:
Diametre extern: 4,80m
Diàmetre intern: 2,45m
Amplada murs: màxima: 1,15m. Mínima:0,83
Alçada màxima; 1,60 m
Llum porta: 0,70m
Barraca de pedra seca de planta circular, adossada a una paret de feixa pel seu costat sud. La porta és oberta mirant cap a ponent. El seu estat és de ruïna, no se'n conserva la coberta, que es troba enderrocada dins la mateixa barraca. La superfície construïda és de 18,09 m2, dels quals només 4,71 eren aprofitats per l'habitació.

### B-002 Barraca de pedra seca
Mides:
Amplada: 1,35m (interior) 1,70m (exterior)
Llargada: 2,25m (interior) 3,6m (exterior)
Amplada murs: màxima 0,60m - miníma 0,40m
Alçada màxima: 1,25m
Llum porta: 0,90m
Barraca de pedra seca de planta rectangular. Està adossada a un paret de feixa pel seu costat nord i presenta la porta mirant cap a sud. El seu estat és ruïnós i no conserva la coberta, que està tapada completament per pinassa. A l'est de la porta presenta una obertura molt petita que faria de finestra o d'entrada d'aire. La superfície total construïda és de 6,72 m2, mentre que se n'aprofitaven 3,85 per l'habitacle.

### B-003 Barraca de pedra seca
Mides:
Amplada: 1,12m (interior) 2,31m (exterior)
Llargada: 1,30m (interior) 2,6m (exterior)
Amplada murs: màxima 0,70m -
Alçada màxima: 1,00m
Llum porta: no es pot amidar
Barraca de pedra seca de planta irregular (presenta parts arrodonides i part rectes, amb els angles escairats). El seu estat és ruïnós, sense conservar ni la coberta ni el brancal oest de la porta, que està encarada a sud. Aquestes parts que no es conserven estan esllavissades al costat i interior de la barraca. Està emmascarada per la vegetació. La seva superfície total és de 6,006 m², dels quals 1,456 són per l'habitació.

### B-004 Barraca de pedra seca
Mides:
Amplada: 1,15m (interior) 2,80m (exterior)
Llargada: 1,35m (interior) 2,55m (exterior)
Amplada murs: màxima 0,56m
Alçada màxima: 1,82m
Llum porta: 0,72m (dins) - 0,60m (fora)
Barraca de pedra seca amb una forma irregular (el costat en el que es troba la porta és recte, mentre que el fons és circular, absidiat) que es troba en un estat ruïnós, si bé conserva part de la coberta, que és feta amb la tècnica d'aproximació de filades, formant una falsa cúpula. La porta mira a migdia i és més ampla a la part de dins la barraca que a la part exterior d'aquesta. La superfície construïda és de 7,14 m2, dels quals només 1,55 són aprofitats per l'habitació.

### B-005 Barraca de pedra seca
Mides:
Amplada: 1,30m (interior) 2,30m (exterior)
Llargada: 1,90m (interior) 2,90m (exterior)
Amplada murs: màxima 0,50m
Alçada màxima: 1,58m
Llum porta: 0,60m
Barraca de pedra seca en bon estat de conservació. La porta, amb llinda, mira al sud. Té la coberta restaurada, que s'aguanta amb un sistema de tres bigues de fusta col·locades en sentit est-oest, que aguanten un seguit de lloses planeres. Està coberta per terra i vegetació, que ajuda a mantenir lligades les pedres que formen el tancament superior. La seva superfície total és de 6,67 m², dels quals només 2,47 són aprofitats com habitació.

### B-006 Barraca de pedra seca
Mides:
Amplada: 1,35m (interior) 2,90m (exterior)
Llargada: 1,80m (interior) 3,40m (exterior)
Amplada murs: màxima 0,70m
Alçada màxima: 1,60m
Llum porta: 0,80m
Barraca de pedra seca de planta irregular, amb trams rectes i trams circulars o ovalats. Es troba adossada a una paret de feixa pel seu costat nord. L'estat de conservació és ruïnós, tot i que les parets encara s'aguanten bé, la coberta ha caigut a l'interior de la barraca. La porta, amb llinda, mira a migdia. La superfície total de la construcció és de 9,86 m2, tot i que la part que s'aprofitava com habitació té una superfície de 2,43 m².

### B-007 Barraca de pedra seca
Mides:
Amplada: 1,30m (interior) 2,50m (exterior)
Llargada: 1,12m (interior) 2,32m (exterior)
Amplada murs: màxima 0,60m
Alçada màxima: 2,10m
Llum porta: no es pot amidar
Barraca de pedra seca de planta irregular (alhora arrodonida i escairada). El seu estat ruïnós, mancant la coberta i part de la porta (bancal est), que s'ha esllavissat. Està coberta de vegetació. Presenta un calaix en el seu interior, sobre la paret oest. La superfície total de l'edifici és de 5,8 m², dels que 1,456 corresponen a l'habitació.

### B-008 Barraca de pedra seca
Mides:
Amplada: 0,90m (interior) 1,75m (exterior)
Llargada: 0,50m (interior) 1,00m (exterior)
Amplada murs: màxima 0,35m
Alçada màxima: 1,20m
Llum porta: 0,88m
Barraca de pedra seca de planta rectangular. Molt petita. La porta, que mira a migdia ha estat tapiada també amb pedra seca. Presenta una coberta amb llinda, encara que aquesta no s'ha conservat. La superfície total construïda és d'1,75 m2, mentre que la part corresponent a l'habitació és de 0,45 m².